# Charlotte Raven

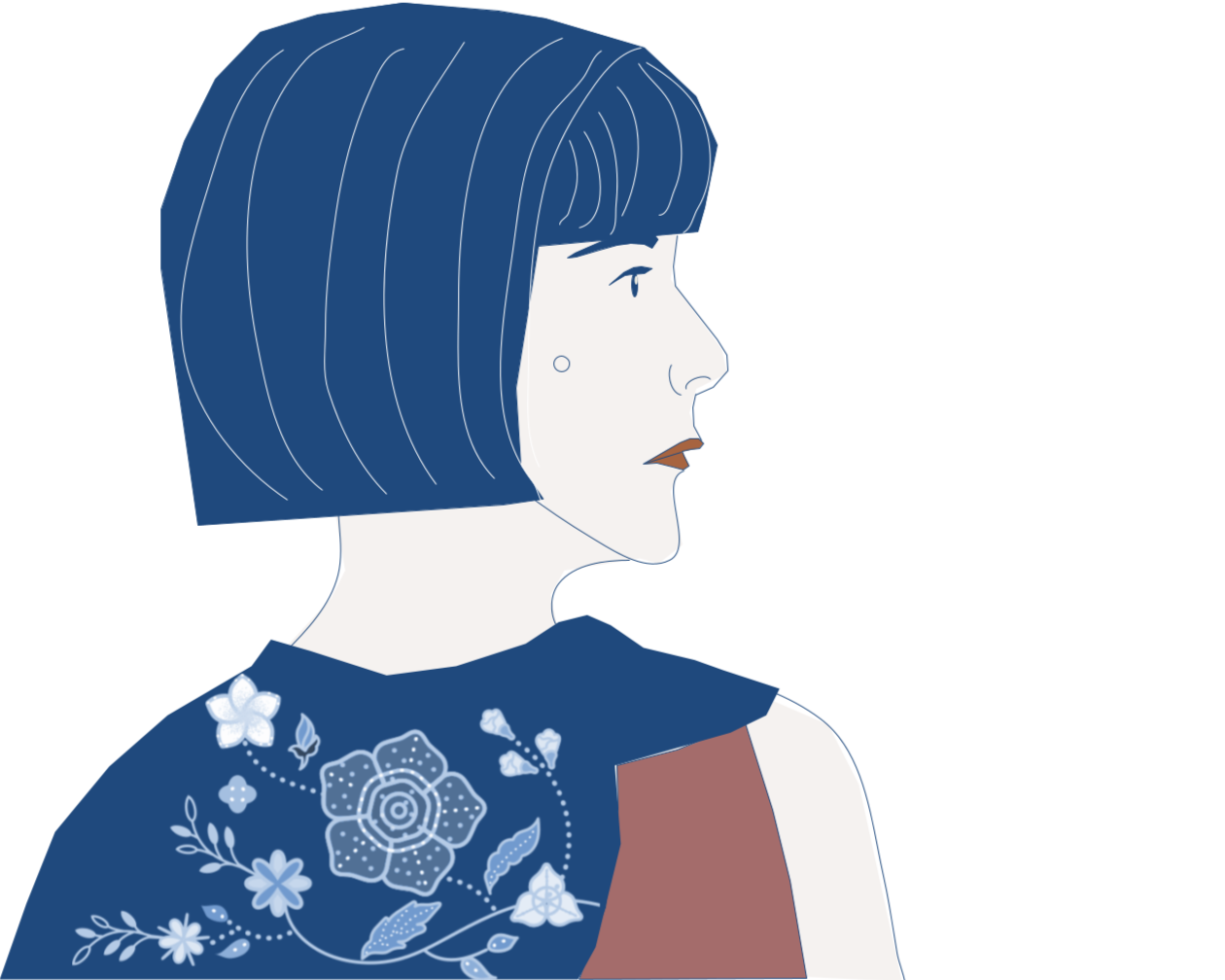
Charlotte Raven

Charlotte Raven (Londra, 4 settembre 1969 – Londra, 22 gennaio 2025) è stata una scrittrice, giornalista e anglista britannica, inserita dalla BBC nell'elenco delle 100 donne del 2013.

## Biografia
Studiò letteratura inglese all'Università di Manchester, per poi perfezionarsi all'Università del Sussex.
Nella sua carriera da giornalista scrisse per Modern Review, The Guardian, The Observer e New Statesman.
Nel gennaio 2010 rese pubblica la sua Malattia di Huntington, diagnosticatale nel 2006. Rivelò di aver pensato al suicidio, salvo cambiare idea dopo aver visitato una clinica venezuelana dove venivano curati i pazienti affetti dalla sua stessa patologia. Nel 2019 diventò la prima paziente dell'esperimento su un nuovo farmaco della Roche Gen-Peak. Nel 2021 pubblicò Patient 1, ossia le sue memorie, con il medico Edward Wild. All'interno del libro l'autrice raccontò l'esperienza di accettazione della diagnosi, l'esperimento con il farmaco e come vivere con la malattia avesse cambiato il suo corpo ed il suo modo di pensare. Nel 2022, il libro fu selezionato per il Christopher Bland Prize della Royal Society of Literature.
Morì nel 2025, per un'emorragia cerebrale provocata dalla malattia cronica.

## Vita privata
Era sposata ed ebbe due figli: una femmina e un maschio, quest'ultimo nato dopo che lei ebbe la diagnosi.

## Opere
- Patient 1, 2021 ISBN 9781787332331